# Monochasium

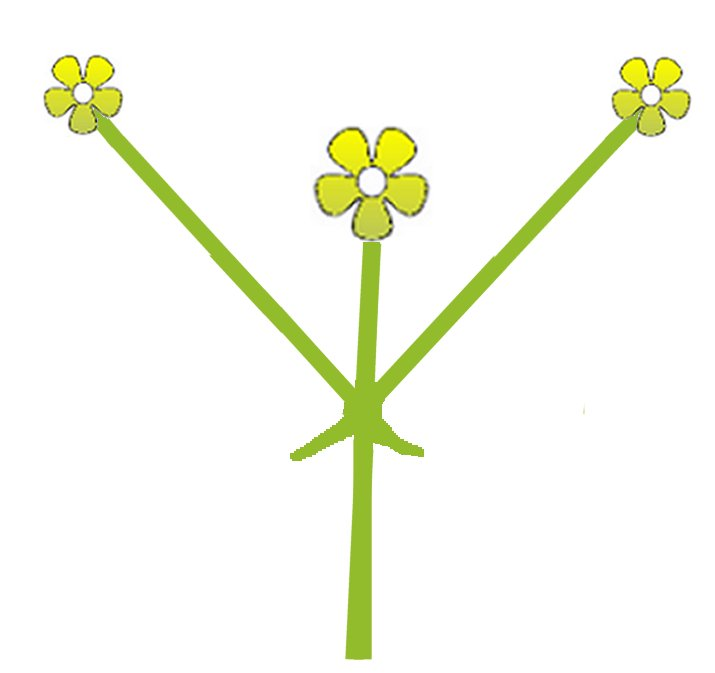
enkelvoudig gevorkt bijscherm.

Een eentakkig bijscherm of monochasium is een bloeiwijze met aan de as steeds maar een zijas, die gewoonlijk weer vertakt is.
- schroef (middelpuntvliedend, gevorkt, eentakkig bijscherm, bijvoorbeeld Sint-Janskruid)
- sikkel (middelpuntvliedend, ongevorkt, eentakkig bijscherm, bij russen)
- schicht (middelpuntvliedend, gevorkt, eentakkig bijscherm, veel bij ruwbladigen)
- waaier (middelpuntvliedend, ongevorkt, eentakkig bijscherm, bij lissenfamilie)

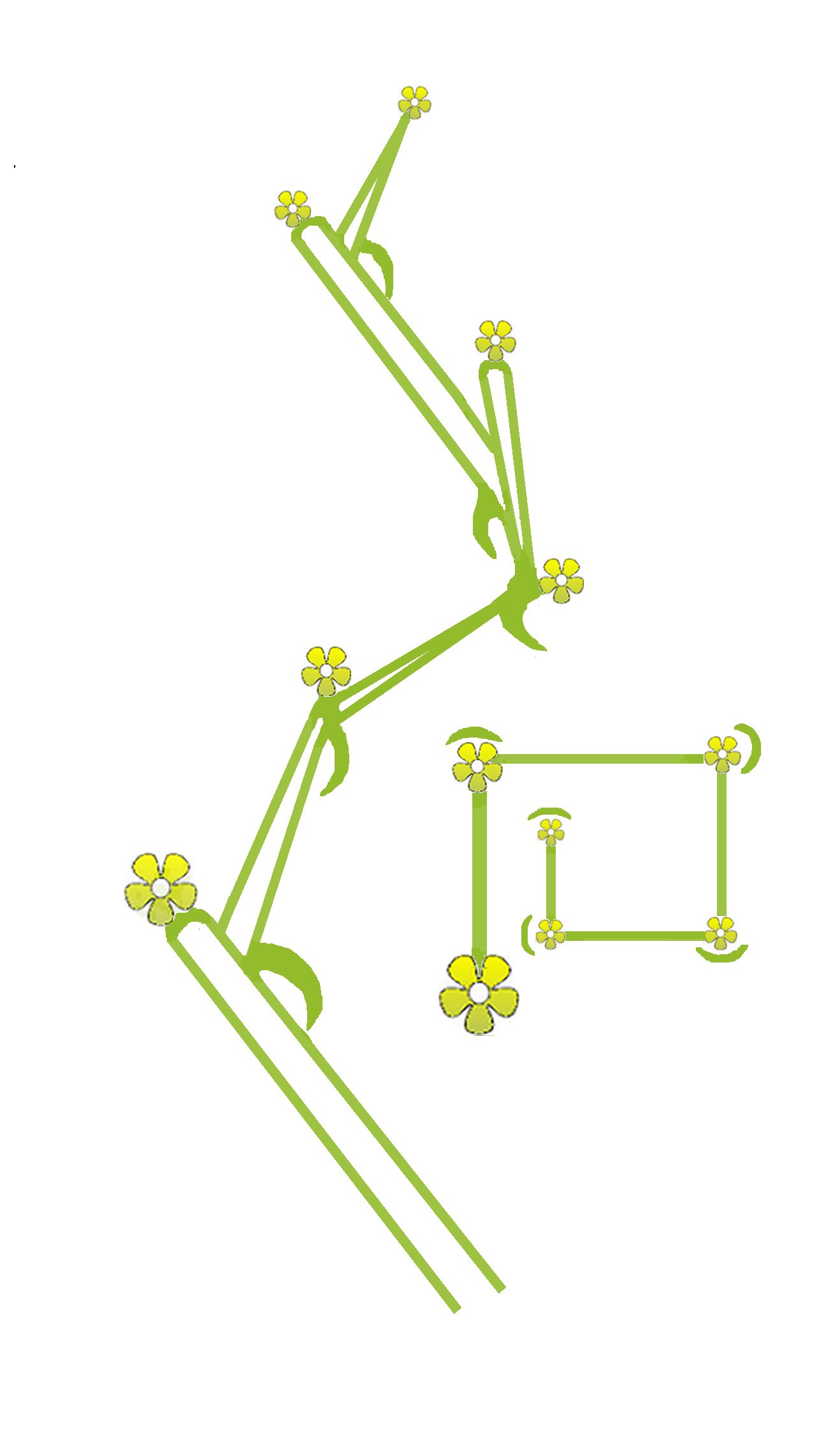
schroef zij- en bovenaanzicht
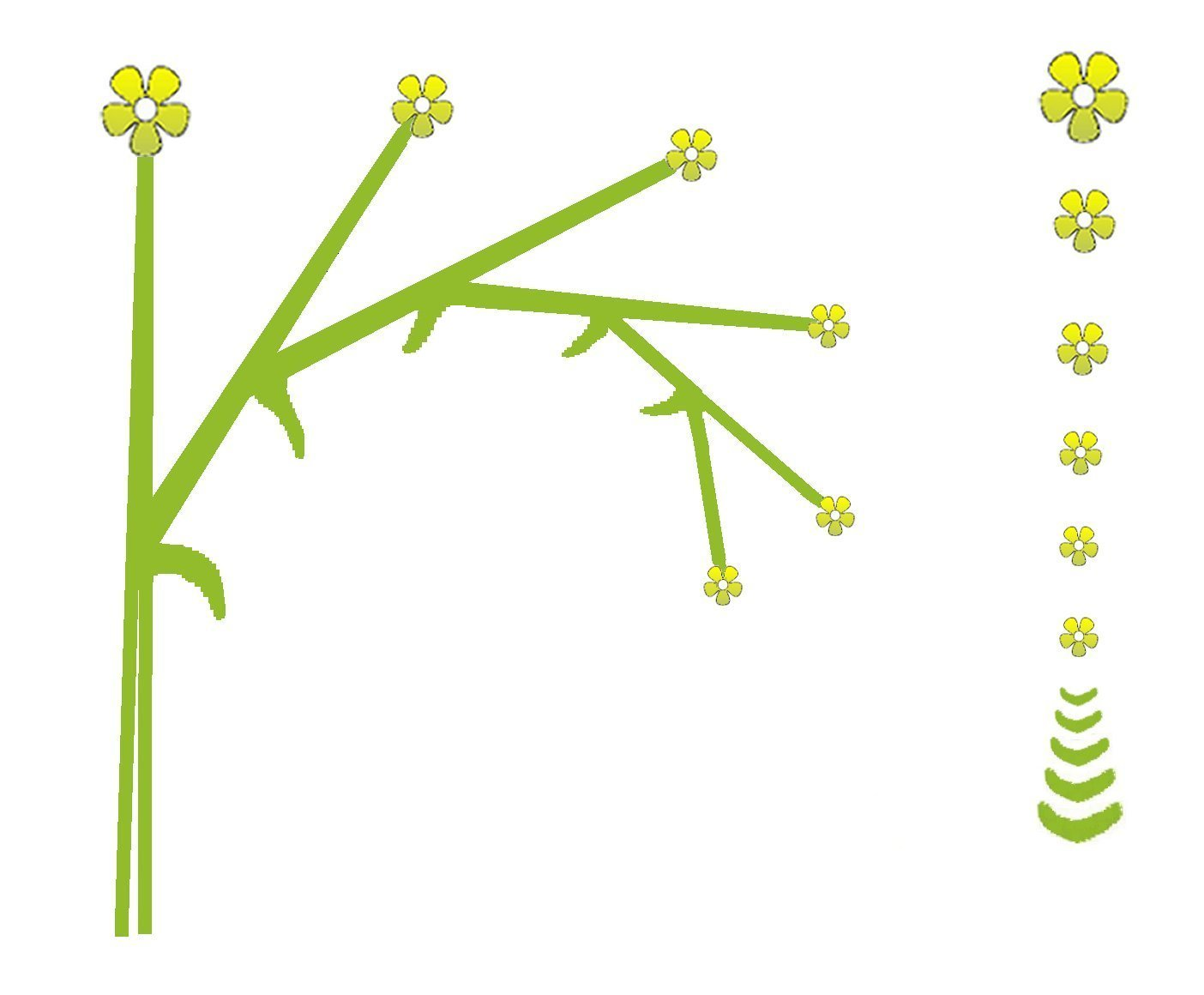
sikkel zij- en bovenaanzicht
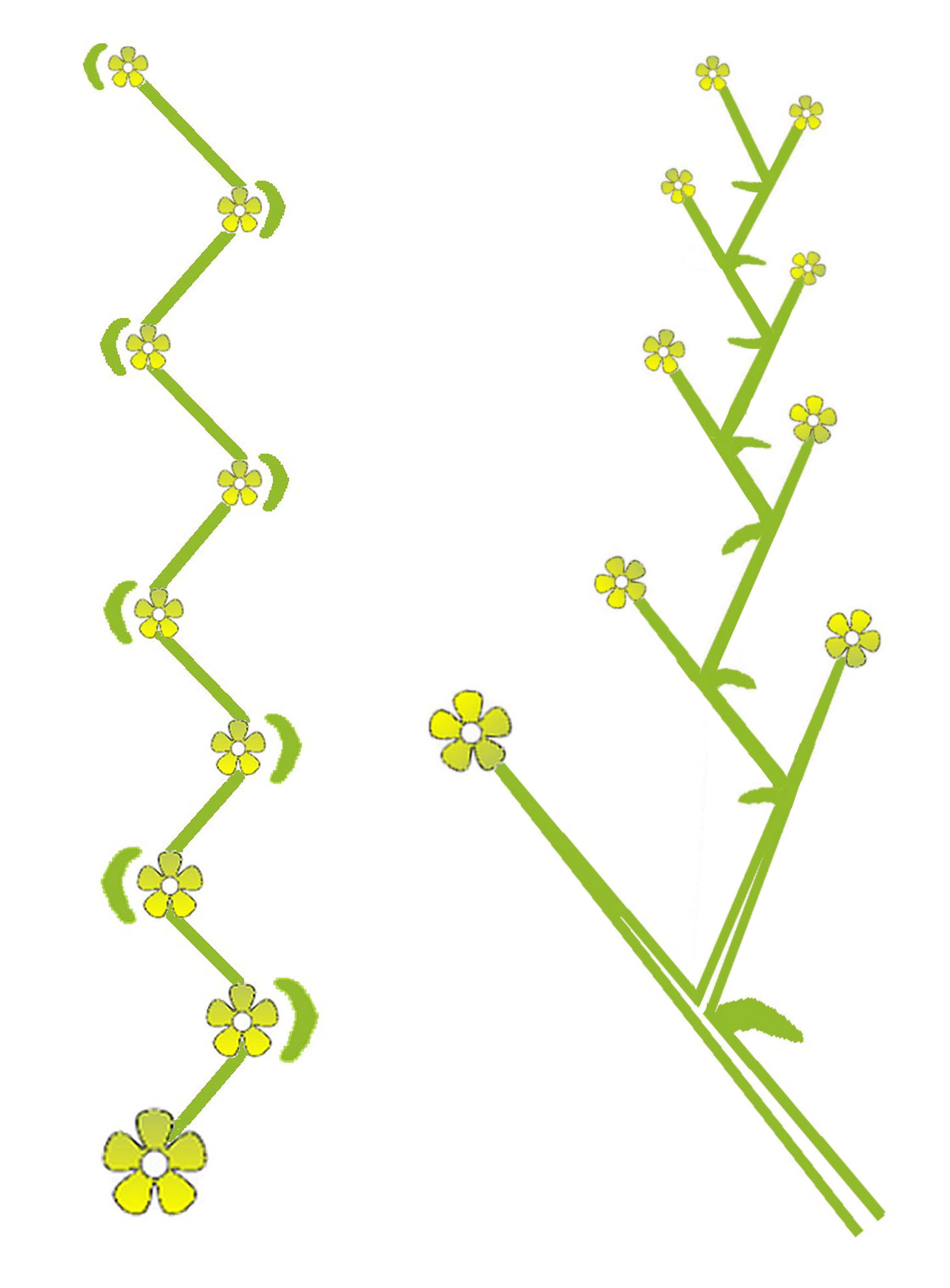
schicht boven- en zijaanzicht
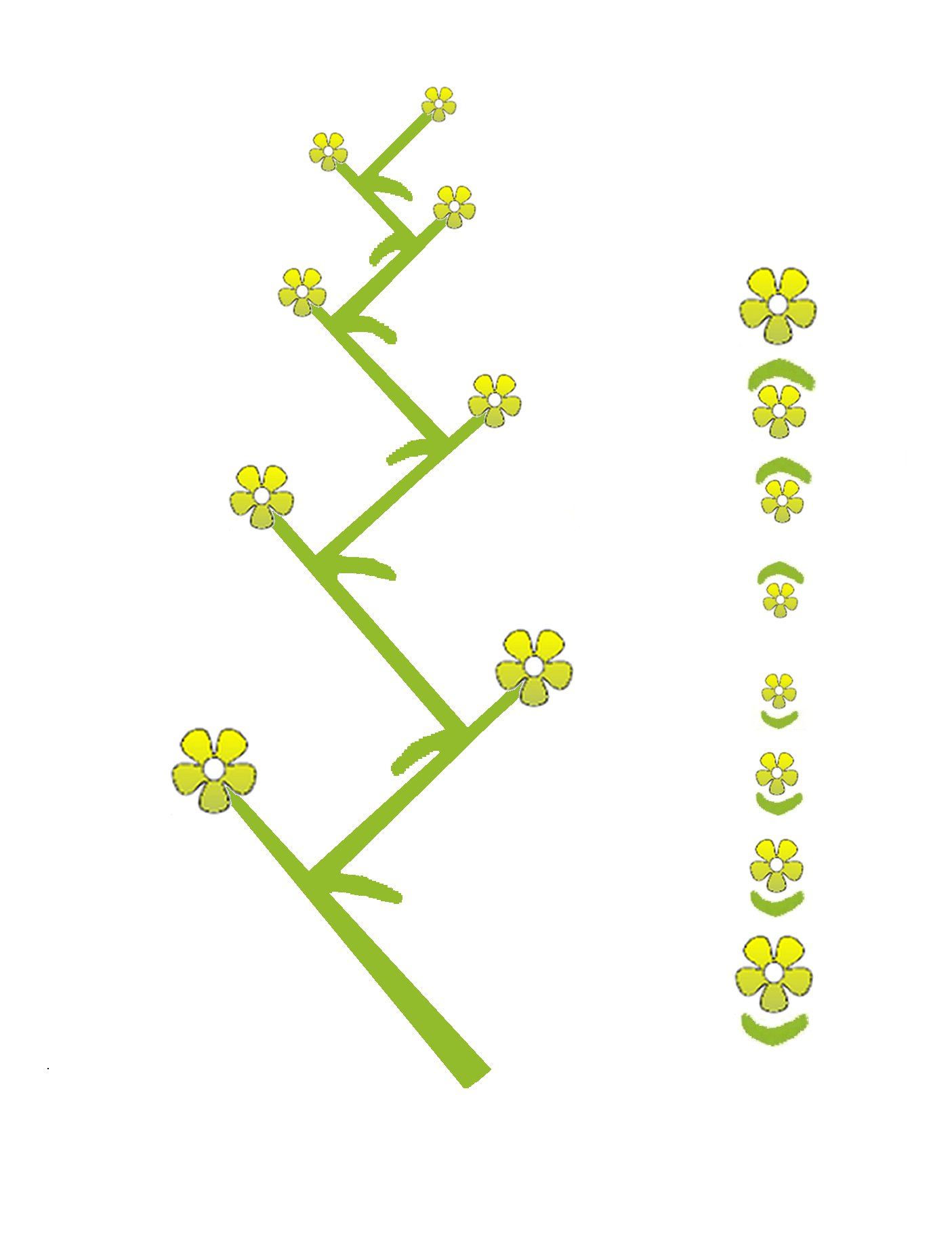
waaier zij- en bovenaanzicht